# Bakonykúti
Bakonykúti é um município da Hungria, situado no condado de Fejér. Tem 12,45 km² de área e sua população em 2015 foi estimada em 131 habitantes.